# ソロプレナー
ソロプレナー（英: Solopreneur）とは、ソロ（solo、単独）とアントレプレナー（entrepreneur、起業家）を組み合わせた造語で、従業員を雇わずに一人でビジネスを立ち上げ運営する起業家を指す言葉である。自身のスキルや知識を活用し、フリーランスや個人事業主といった形態で事業を展開するが、事業拡大よりも自律性や柔軟な働き方を重視する傾向がある。日本では「ひとり起業」や「スモールビジネス」といった言葉が類似の意味で用いられることもある。

## 定義
ソロプレナー（英: Solopreneur）は、「ソロ（solo、単独）」と「アントレプレナー（entrepreneur、起業家）」を組み合わせた造語である。具体的には、従業員を雇わず、基本的に自分一人でビジネスを立ち上げ、運営する起業家を指す。ソロプレナーは、自身がビジネスのオーナーであると同時に、唯一の労働力でもあり、事業の企画、管理、リスク負担までを単独で行う。
一般的な起業家（アントレプレナー）がチームや従業員と共に事業規模の拡大を目指し、最終的にイグジット（企業売却など）を視野に入れることが多いのに対し、ソロプレナーは事業を自身の裁量でコントロールできる範囲に留め、安定した収入と柔軟な働き方の維持を重視する傾向がある。
フリーランスとの違いについては、明確な定義はないものの、一般的にフリーランサーがクライアントからの単発の仕事（業務委託）を中心に自身のスキルを提供するのに対し、ソロプレナーは自身のスキルや知識そのものを「商品」とみなし、それを継続的に販売・サービス提供するビジネスモデルを構築するという、より経営者的な視点を持つとされる。フリーランスや小規模な個人事業主と比較して、より独立性が高く、自分一人の力で事業を成し遂げるという意識が強い点が特徴とされる。

## 起源・歴史
「ソロプレナー」という用語は、1990年代初頭に米国の実業家であるテリ・ロニール（Terri Lonier）によって初めて使用され、彼女がこのフレーズの考案者として知られている。ただし、一人で事業を営む形態自体は個人事業主や自営業者として古くから存在しており、インターネットの普及に伴い、このような働き方が新たな潮流として認識され、言語化されたものと考えられる。
2000年代後半から2010年代にかけて、特にシリコンバレーなど米国西海岸の起業シーンでこの言葉が使われ始め、注目を集めるようになった。SNS、クラウドソーシング、オンライン決済などの技術革新により、個人でも低コストで事業を立ち上げ運営することが容易になったことが背景にある。世界的な広告代理店であるワンダーマン・トンプソン（Wunderman Thompson）が発表した2022年のトレンドレポート「The Future 100」でも、ソロプレナーやマイクロプレナーの増加が新しい起業の形として取り上げられた。
日本国内では、2010年代末頃から副業解禁やフリーランスブームの流れの中で徐々に認知され始めた。2020年代に入り、新型コロナウイルス感染症の流行による雇用環境の変化やリモートワークの普及を契機として、ソロプレナーという働き方への関心が一層高まっている。

## 特徴と働き方
ソロプレナーの最大の特徴は、ビジネスに関するあらゆる業務を基本的に一人で担う点である。製品・サービスの開発、マーケティング、営業、顧客対応、会計・財務管理など、多岐にわたる業務を単独でこなす。
このため、事業運営の簡素化と迅速な意思決定が可能となる。一方で、業務が一人に集中するため、効率化や時間管理が極めて重要になる。近年はSaaS（クラウドソフトウェア）やAIツールの発展により、個人でも多くの業務を効率的に遂行できる環境が整ってきている。例えば、Slack、Google Calendar、Notion、freee、マネーフォワード クラウド、クラウドサインなどのツールを活用し、オフィスや常勤従業員を持たずにバーチャルオフィスのような形態で事業を運営することが可能となっている。
必要に応じて、専門的な作業や繁忙期の業務を外部のフリーランサーや副業人材に一時的に委託することもあるが、常勤の従業員を雇用することは基本的に避け、あくまで一部業務の支援に留めるのが一般的である。
ソロプレナーは事業領域を絞り込み、自身の裁量で管理できる範囲で特定のニッチ市場や専門分野に特化し、忠実な顧客層を築こうとする傾向がある。また、自身のブランドや信用がビジネスの基盤となるため、個人のスキル向上や情報発信力の強化にも注力する必要がある。会社規模の拡大（人員増加）を意図せず、自らのペースで持続可能なビジネスモデルを追求する点が、この働き方の大きな特徴と言える。

## 主なビジネスモデル
ソロプレナーが展開するビジネスモデルは多岐にわたるが、特にデジタル技術を活用し、場所や時間に縛られにくい業態が多い。代表的なビジネスモデルとして以下のようなものが挙げられる。
- コンテンツクリエイター系：ブロガー、YouTuberなど動画配信者、ポッドキャスターなど。自ら情報発信を行い、広告収入、アフィリエイト、視聴者からの支援などで収益を得る。インフルエンサーとして活動するソロプレナーも多い。
- クリエイティブ・技術サービス系：フリーのグラフィックデザイナー、写真家、Web開発者、ソフトウェア開発者、コピーライター、翻訳者など。専門スキルを活かしクライアントにサービスを提供する。単発の受託に留まらず、自身のサービスをパッケージ化して継続提供する場合、ソロプレナーとしての性格が強まる[4]（例：「特定分野特化型コンサルティング」「定額制デザインサービス」など）。
- コンサル・教育系：各種コンサルタント、コーチ、オンライン講師、パーソナルトレーナーなど。自身の知識や経験をコンテンツ化して提供する。オンライン講座や電子書籍の販売、セミナー開催、顧問契約などで収益を上げる。
- Eコマース・物販系：ハンドメイド作家やクラフトデザイナーが自作商品をオンラインで販売するケースや、ドロップシッピング（在庫を持たない販売形態）などがある[3]。Etsyやminneのようなプラットフォームを活用し、ニッチ市場で成功する例も見られる[5]。SNSでの発信やオンラインコミュニティ運営を通じて顧客を獲得するケースもある。
- その他サービス業：ペットのグルーミング・散歩代行[3]、イベントプランナー[3]、バーチャルアシスタント（オンライン秘書）[3]など。組織化せず一人で遂行可能な対人サービス業もソロプレナーの領域に含まれる。

このように、ソロプレナーのビジネスは「一人で実行可能であれば、どんなビジネスでも成り立ち得る」柔軟性を持つ。

## メリットとデメリット
ソロプレナーとして働くことには、以下のようなメリットとデメリット（課題）が存在する。

### メリット
- 低コストでの起業：オフィス賃料や人件費が不要なため、初期投資を抑えてビジネスを開始できる[3]。
- シンプルな経営：利害関係者が自分一人のため、意思決定が迅速かつシンプル。管理業務も最小限で済む[3]。社員ゼロ・自身が100%株主という形態は、意思決定や利害調整が容易であるという意見もある[12]。
- 柔軟で自律的な働き方：働く時間、場所、事業方針などを自身の裁量で決定でき、ワーク・ライフ・バランスを追求しやすい[3]。
- 利益の独占：事業で得た利益はすべて自身のものとなる。共同創業者や出資者がいないため、収益分配の必要がない[3]。

### デメリット（課題）
- 業務負荷の集中と過重労働：すべての業務を一人で担うため、労働時間が長くなりがちで、過労や燃え尽きのリスクがある[1]。業務の一部外注や効率化ツールの活用が対策として挙げられる[1]。
- 孤独感と意思決定の負担：組織に属さないため、孤独を感じやすく、相談相手がいないストレスを抱えることがある[1]。同業者コミュニティへの参加やメンターを持つことが有効とされる[1]。
- 事業の属人化リスク：ビジネスが個人に強く依存するため、自身が病気や怪我などで働けなくなると事業が停止するリスクがある[1]。事業継続性やスケーラビリティに限界がある。業務プロセスの標準化や自動化が対策となりうる[1]。
- 信用力や資金調達面でのハードル：一人事業は、法人格を持つ組織に比べて社会的信用を得にくい場合がある。大企業との取引や融資を受ける際に不利になる可能性も指摘されるが、近年はソロプレナー向けのVC資金提供の動きも模索されている[13]。

## 代表的なソロプレナーの事例
ソロプレナーは小規模なビジネス形態であるため、著名な事例は限られるが、以下のような成功例が知られている。
- ピーテル・レベルス（Pieter Levels）：オランダ出身のデジタルノマド兼開発者。プログラミングスキルを独学で習得し、複数のウェブサービスを立ち上げ、従業員ゼロで年間数億円規模の売上を上げているとされる[14]。代表的なサービスに、リモートワーカー向けコミュニティ「Nomad List」や求人サイト「Remote OK」などがある[14]。
- メンタリストDaiGo：日本のYouTuber、著述家。心理学や自己啓発に関する情報発信で人気を集め、有料オンラインサロンなどを通じて高収益を上げているとされる[12]。会社組織を拡大せず、個人の発信力を中心にビジネスを展開している点で、ソロプレナーの成功例として言及されることがある。
- デジタルマーケティング・ブログの成功例：ある日本のソロプレナーは、中小企業向けのデジタルマーケティング支援ブログを開設。SEO戦略により、ブログ経由で毎月100件以上の見込み顧客を獲得し、コンサルティング等で月商1,000万円規模の収入を実現した事例が報告されている[5]。
- ハンドメイドECの成功例：手作り商品をオンラインで販売し、SNSでの発信や顧客との関係構築を通じて熱心なファンを獲得。ニッチ市場で急成長を遂げ、売上を拡大したソロプレナーの事例もある[5]。

## 現代社会における位置づけと動向
ソロプレナーという働き方は、リモートワークの普及、副業ブーム、ギグエコノミーの拡大といった社会的な変化と連動して、新たな労働トレンドとして注目されている。
特に2020年前後のパンデミックは、リストラや離職を経験した人々が自らビジネスを始める動きを加速させた。アメリカ合衆国では、2020年の新規起業申請件数が過去最多の430万件に達した。専門家はこれを一過性のものではなく、キャリアチェンジや独立を選択する人が増加している時代の反映だと分析している。この流れは「ソロプレナー、フリーランサー、パラレルワーカー（複業者）の到来」とも表現された。
クラウドサービスやAI（特に生成AI）などの技術進化も、個人が事業を遂行する能力を高め、ソロプレナーという働き方を後押ししている。「社員ゼロでもユニコーン企業を作れる可能性がある」との見方も出ており、テクノロジーを活用することで、極めて少人数（あるいは一人）でも大きな事業価値を生み出せる時代になりつつある。
日本においても、「人生100年時代」におけるキャリアの複線化や資産形成の重要性が説かれる中で、会社に依存しない働き方としてソロプレナーへの関心が高まっている。
ソロプレナーの正確な人数を把握する公的統計は少ないが、米国の調査会社MBO Partnersは、フルタイムの独立ワーカー（ソロプレナーに相当する層を含む）が2014年の約1,790万人から2019年には2,450万人に増加すると予測していた。

## 関連する概念との違い
ソロプレナーは、類似するいくつかの概念と区別されることがある。
- 起業家（アントレプレナー）：一般的な起業家は事業と組織の規模拡大を目指すが、ソロプレナーは規模拡大を必ずしも志向せず、自身の裁量で管理できる範囲での事業運営を重視する[2][9]。
- フリーランス：フリーランスは案件ごとに契約して働く個人を指す広い概念であり、ソロプレナーもその一部と見なせる。ただし、ソロプレナーは単発の仕事請負に留まらず、自身の事業ブランドを構築し、継続的なビジネスモデルを持つ点で、より経営者的な視点を持つとされる[4][2]。
- 個人事業主：税務・法務上の区分であり、法人化せずに事業を営む個人を指す。ソロプレナーの多くは個人事業主（または一人会社）に該当するが、「ソロプレナー」という言葉は、その中でも従業員を持たずに一人で事業を完結させるという働き方やスタンスを強調する際に用いられる[5]。
- マイクロプレナー：従業員5名以下程度の極小規模な企業を運営する起業家を指す。ソロプレナー（従業員ゼロ）はマイクロプレナーの一形態とも言えるが、マイクロプレナーは少人数のスタッフを抱える場合も含む点で区別されることがある[8]。
- デジタルノマド（ノマドワーカー）：ITを活用して場所に縛られずに働くライフスタイルを指す言葉[16]。ソロプレナーが必ずしもノマドであるとは限らず、逆に会社員でもノマド的な働き方をする場合もある。ソロプレナーは事業運営の形態、デジタルノマドは働き方の場所に関する様式を指す点で異なる。